# روبي مور
روبي مور هو لاعب هوكي الجليد كندي، ولد في 3 مايو 1954 في سارنيا في كندا.

## وصلات خارجية
- روبي مور على موقع دوري الهوكي الوطني (الإنجليزية)
- روبي مور على موقع قاعة مشاهير الهوكي (لاعب أن.إتش.أل) (الإنجليزية)
- روبي مور على موقع EliteProspects.com (الإنجليزية)
- روبي مور على موقع HockeyDB.com (الإنجليزية)
- روبي مور على موقع Hockey-Reference.com (الإنجليزية)